# Walter Ibáñez
Walter Ibáñez, vollständiger Name Walter Fernando Ibáñez Costa, (* 10. Dezember 1984 in Rivera) ist ein ehemaliger uruguayischer Fußballspieler.

## Karriere

### Vereine
Der 1,83 Meter große Defensivakteur Ibáñez gehörte zu Beginn seiner Karriere von 2005 bis Mitte 2008 der Mannschaft von Centro Atlético Fénix an. In diesem Zeitraum lief er in mindestens 34 Partien (kein Tor) in der Primera División auf. Anschließend war er bis Januar 2009 für River Plate Montevideo aktiv und bestritt neun Erstligapartien (kein Tor) sowie eine Begegnung (kein Tor) in der Copa Sudamericana 2008. In der Clausura 2009 traf er für Defensor Sporting einmal bei acht Erstligaeinsätzen ins gegnerische Tor und zweimal (kein Tor) in Wettbewerb um die Copa Libertadores 2009 auf dem Platz stand. Anfang Januar 2010 wurde Ibáñez an den Club Atlético Cerro ausgeliehen. Bei den Montevideanern absolvierte er zwölf Begegnungen in der höchsten uruguayischen Spielklasse und sechs Spiele in der Copa Libertadores 2010. Ein Pflichtspieltor gelang ihm nicht. Im Juli 2010 kehrte er zu Defensor Sporting zurück und wirkte fortan in 24 Erstligapartien (ein Tor) und sechs Aufeinandertreffen der Copa Sudamericana 2010 mit. Anfang Januar 2012 trat Ibáñez ein bis Ende 2014 währendes Engagement bei Alianza Lima an. Für die Peruaner erzielte er bei 107 Einsätzen in der Primera División 20 Treffer. Zum Gewinn des Turniers um die Copa Inca 2014 trug er mit vier geschossenen Toren bei 15 Spielbeteiligungen bei. Auf internationaler Ebene stehen fünf Einsätze (ein Tor) in der Copa Libertadores 2012 und zwei (kein Tor) in der Copa Sudamericana 2014 für ihn zu Buche. 2015 spielte Ibáñez für CD Universidad Católica. Die Chilenen setzten ihn in 15 Erstligapartien (ein Tor) ein. Nachdem er Anfang Januar 2016 zu Alianza Lima zurückgekehrt war, bestritt er in der Folgezeit 40 Begegnungen (vier Tore) in der höchsten peruanischen Spielklasse. Seit Mitte Februar 2017 war erneut der Club Atlético Cerro sein Arbeitgeber. Nach drei Erstligaeinsätzen (kein Tor) wechselte er Anfang Juli 2017 zu Deportivo La Guaira. In Reihen der Venezolaner lief er bislang (Stand: 22. Juli 2017) einmal (kein Tor) in der Liga auf.

### Erfolge
- Copa Inca: 2014